# Mirosław Kochalski
Mirosław Kochalski (ur. 13 października 1965 w Iławie) – polski menedżer oraz urzędnik państwowy i samorządowy, w 2006 pełniący funkcję prezydenta miasta stołecznego Warszawy.

## Życiorys
Absolwent studiów historycznych na Uniwersytecie Mikołaja Kopernika oraz studiów podyplomowych w Krajowej Szkole Administracji Publicznej (1994 – II promocja) i w Szkole Głównej Handlowej w Warszawie (na kierunku zarządzanie jakością firmy).
Od 1994 pracował w Urzędzie Rady Ministrów, a następnie w Urzędzie Zamówień Publicznych. Był dyrektorem generalnym Urzędu Zamówień Publicznych w latach 1997–1999. W latach 1999–2002 był dyrektorem Biura Dostaw i Zakupów Pozapaliwowych w PKN Orlen.
Od 2003 do 2006 pracował w Urzędzie Miasta Stołecznego Warszawy. Do 2005 kierował Biurem Zamówień Publicznych. Był zastępcą prezydenta stolicy od listopada 2005 do grudnia 2005. 19 grudnia 2005 został przez Radę m.st. Warszawy powołany na sekretarza miasta, a 20 grudnia 2005 ówczesny prezydent Warszawy Lech Kaczyński udzielił mu specjalnych pełnomocnictw do reprezentowania miasta po objęciu przez niego urzędu Prezydenta RP. 9 lutego 2006 premier Kazimierz Marcinkiewicz powierzył mu pełnienie obowiązków Prezydenta m.st. Warszawy, które wykonywał do 20 lipca 2006. Zastąpił go Kazimierz Marcinkiewicz, nominowany na to stanowisko przez premiera Jarosława Kaczyńskiego 18 lipca 2006.
24 lipca 2006 objął stanowisko prezesa Ciech S.A. po ustępującym Ludwiku Klinkoszu. 26 czerwca 2008 nie otrzymał od walnego zgromadzenia akcjonariuszy absolutorium z wykonywanych obowiązków, a 11 lipca 2008 złożył rezygnację, która została przyjęta. Został członkiem Rady Zamówień Publicznych przy prezesie Urzędu Zamówień Publicznych.
W kwietniu 2012 na wniosek ministra spraw wewnętrznych Jacka Cichockiego został dyrektorem Centrum Personalizacji Dokumentów MSW. Kolejny szef MSW Bartłomiej Sienkiewicz pozostawił go na tym stanowisku.
8 lutego 2016 został wiceprezesem zarządu PKN Orlen. 5 lutego 2018 został odwołany z tej funkcji.